# Gérard Jeitz
Gérard Jeitz (Esch-sur-Alzette, 10 maart 1961) is een voormalig voetballer uit Luxemburg. Hij speelde als middenvelder gedurende zijn carrière. Jeitz beëindigde zijn loopbaan in 1992 bij Union Luxembourg. Hij was nadien actief als voetbaltrainer.

## Interlandcarrière
Jeitz kwam in totaal 26 keer uit voor de nationale ploeg van Luxemburg in de periode 1983-1991. Onder leiding van bondscoach Louis Pilot maakte hij zijn debuut op 16 november 1983 in de EK-kwalificatiewedstrijd tegen Engeland (0-4). Zijn 26ste en laatste interland speelde Jeitz op 18 december 1991 tegen Duitsland (4-0) in Leverkusen.

## Erelijst
Union Luxembourg
- Landskampioen

1990, 1991, 1992
- Beker van Luxemburg

1989, 1991